# Alta velocidad ferroviaria en los Países Bajos

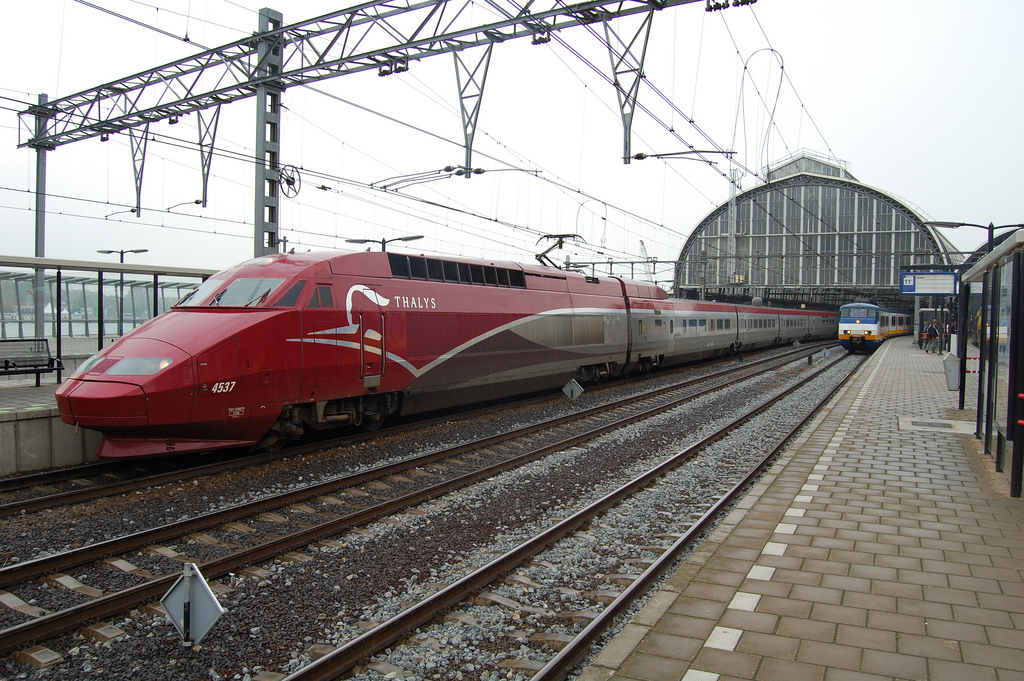
Tren Thalys de alta velocidad en la Estación Central de Ámsterdam.

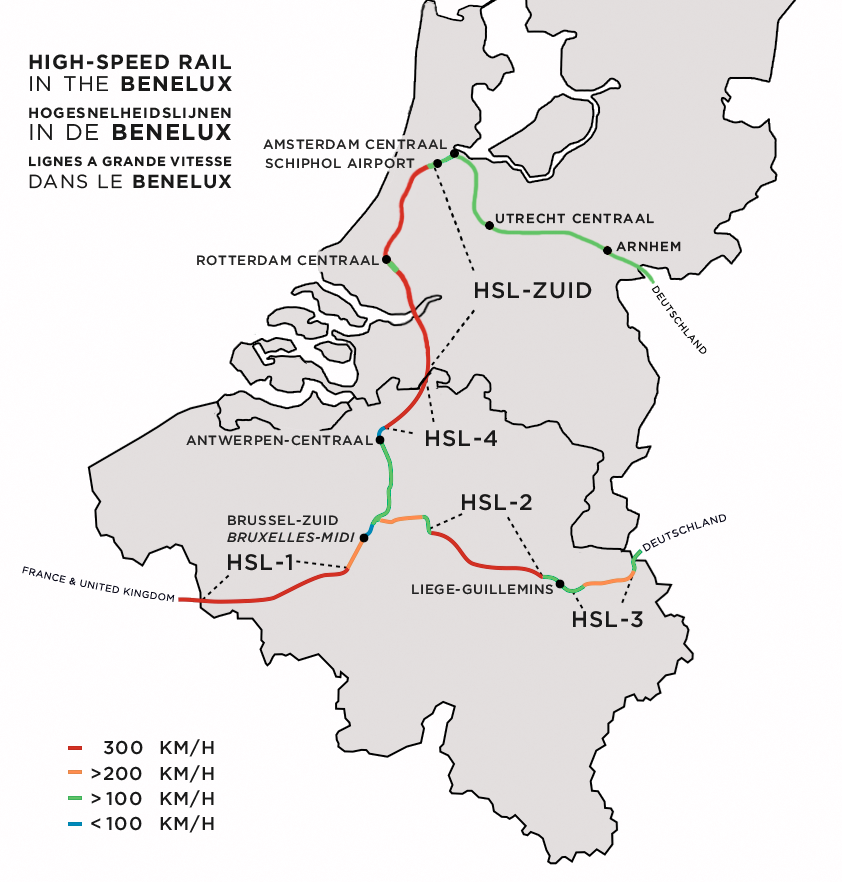
Líneas de alta velocidad en los Países Bajos y Bélgica.

La alta velocidad ferroviaria en los Países Bajos está compuesta por una línea de alta velocidad dedicada, HSL-Zuid, que conecta Ámsterdam con la frontera belga, y una línea de ferrocarril tradicional mejorada, Hanzelinj, que une Ámsterdam con la frontera alemana. Los planes de construcción de una segunda y tercera línea de alta velocidad dedicada, HSL-Oost y Zuiderzeelijn, han sido cancelados.

## Líneas operativas

### HSL-Zuid
También conocida como Hogesnelheidslijn Zuid (Alta velocidad sur en neerlandés), conecta Ámsterdam con la frontera belga. Fue inaugurada el 6 de septiembre de 2009.

#### Estaciones
La línea HSL-Zuid sirve a las siguientes estaciones:
- Estación Central de Ámsterdam
- Estación del Aeropuerto de Ámsterdam-Schiphol
- Estación Central de Róterdam

### Hanzelijn
La Hanzelijn (Línea hanseática en neerlandés) conecta Lelystad, capital de la provincia de Flevoland, con Zwolle, capital de la provincia vecina de Overijssel, y proporciona un enlace ferroviario directo entre Flevoland y el noreste de los Países Bajos. La velocidad máxima de la línea es de 200 km/h.

## Líneas en proyecto

### HSL-Oost
La Hogesnelheidslijn-Oost (Alta velocidad este en neerlandés) es el nombre de la línea de alta velocidad propuesta para conectar Ámsterdam con la frontera alemana, pasando por las ciudades de Utrecht y Arnhem.
En 2009, el ministro de Transporte, Obras Públicas y Gestión del Agua, Camiel Eurlings, prometió un nuevo estudio de viabilidad para el HSL-Oost después del año 2020.